# Lautaro Chávez
Lautaro Chávez (Buenos Aires, 17 gennaio 2001) è un calciatore argentino, centrocampista dell'Aldosivi.

## Caratteristiche tecniche
È un esterno offensivo che può giocare su entrambe le fasce oppure in posizione centrale, da trequartista. Giocatore agile e dotato di buona tecnica, risulta pericoloso quando tenta la conclusione nonostante prediliga fornire assist ai compagni.

## Carriera
Cresciuto nel settore giovanile del Gimnasia (LP), ha esordito in prima squadra il 9 marzo 2018 disputando l'incontro di Primera División perso 2-0 contro il Banfield.

## Statistiche

### Presenze e reti nei club
Statistiche aggiornate all'11 luglio 2025.
| Stagione             | Squadra              | Campionato           | Campionato | Campionato | Coppe nazionali | Coppe nazionali | Coppe nazionali | Coppe continentali | Coppe continentali | Coppe continentali | Altre coppe | Altre coppe | Altre coppe | Totale | Totale | Totale |
| Stagione             | Squadra              | Comp                 | Pres       | Reti       | Comp            | Pres            | Reti            | Comp               | Pres               | Reti               | Comp        | Pres        | Reti        | Pres   | Reti   |        |
| -------------------- | -------------------- | -------------------- | ---------- | ---------- | --------------- | --------------- | --------------- | ------------------ | ------------------ | ------------------ | ----------- | ----------- | ----------- | ------ | ------ | ------ |
| 2017-2018            | Gimnasia (LP)        | PD                   | 2          | 0          | CA              | 0               | 0               | -                  | -                  | -                  | -           | -           | -           | 2      | 0      |        |
| 2018-2019            | Gimnasia (LP)        | PD                   | 4          | 0          | CA+CdL          | 2+1             | 0               | -                  | -                  | -                  | -           | -           | -           | 7      | 0      |        |
| 2021                 | Gimnasia (LP)        | PD                   | 7          | 0          | CA+CdL          | 1+2             | 0               | -                  | -                  | -                  | -           | -           | -           | 10     | 0      |        |
| 2022                 | Gimnasia (LP)        | PD                   | 12         | 1          | CA+CdL          | 3+10            | 0               | -                  | -                  | -                  | -           | -           | -           | 25     | 1      |        |
| 2023                 | Gimnasia (LP)        | PD                   | 0          | 0          | CA+CdL          | 0               | 0               | CS                 | -                  | -                  | -           | -           | -           | 0      | 0      |        |
| 2024                 | Gimnasia (LP)        | PD                   | 1          | 0          | CA+CdL          | 1+5             | 0               | -                  | -                  | -                  | -           | -           | -           | 7      | 0      |        |
| Totale Gimnasia (LP) | Totale Gimnasia (LP) | Totale Gimnasia (LP) | 26         | 1          |                 | 25              | 0               |                    | -                  | -                  |             | -           | -           | 51     | 1      |        |
| 2024                 | Def. de Belgrano     | PBN                  | 8          | 0          | CA              | 0               | 0               | -                  | -                  | -                  | -           | -           | -           | 8      | 0      |        |
| 2025                 | Aldosivi             | PD                   | 9          | 0          | CA              | 2               | 1               | -                  | -                  | -                  | -           | -           | -           | 11     | 1      |        |
| Totale carriera      | Totale carriera      | Totale carriera      | 43         | 1          |                 | 27              | 1               |                    | -                  | -                  |             | -           | -           | 70     | 2      |        |